# غابة بدائية

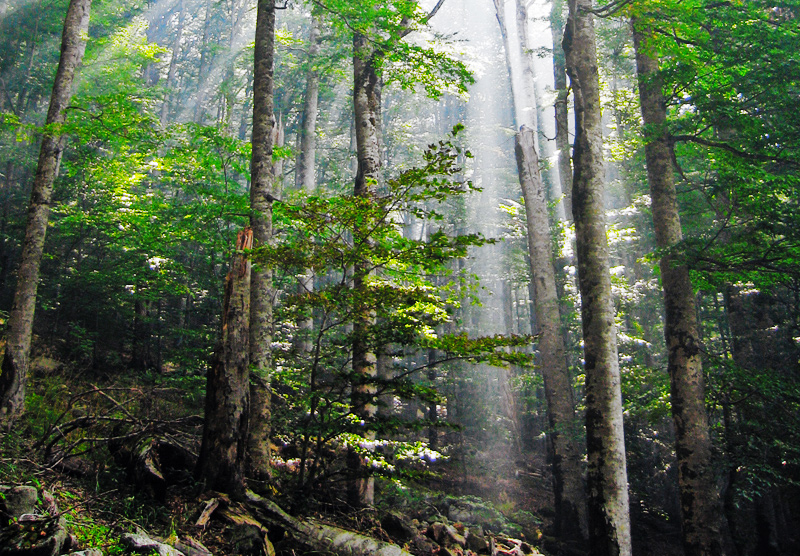
غابات الزان الأوروبية قديمة النمو في متنزه بيوغرادسكا غورا الوطني، الجبل الأسود

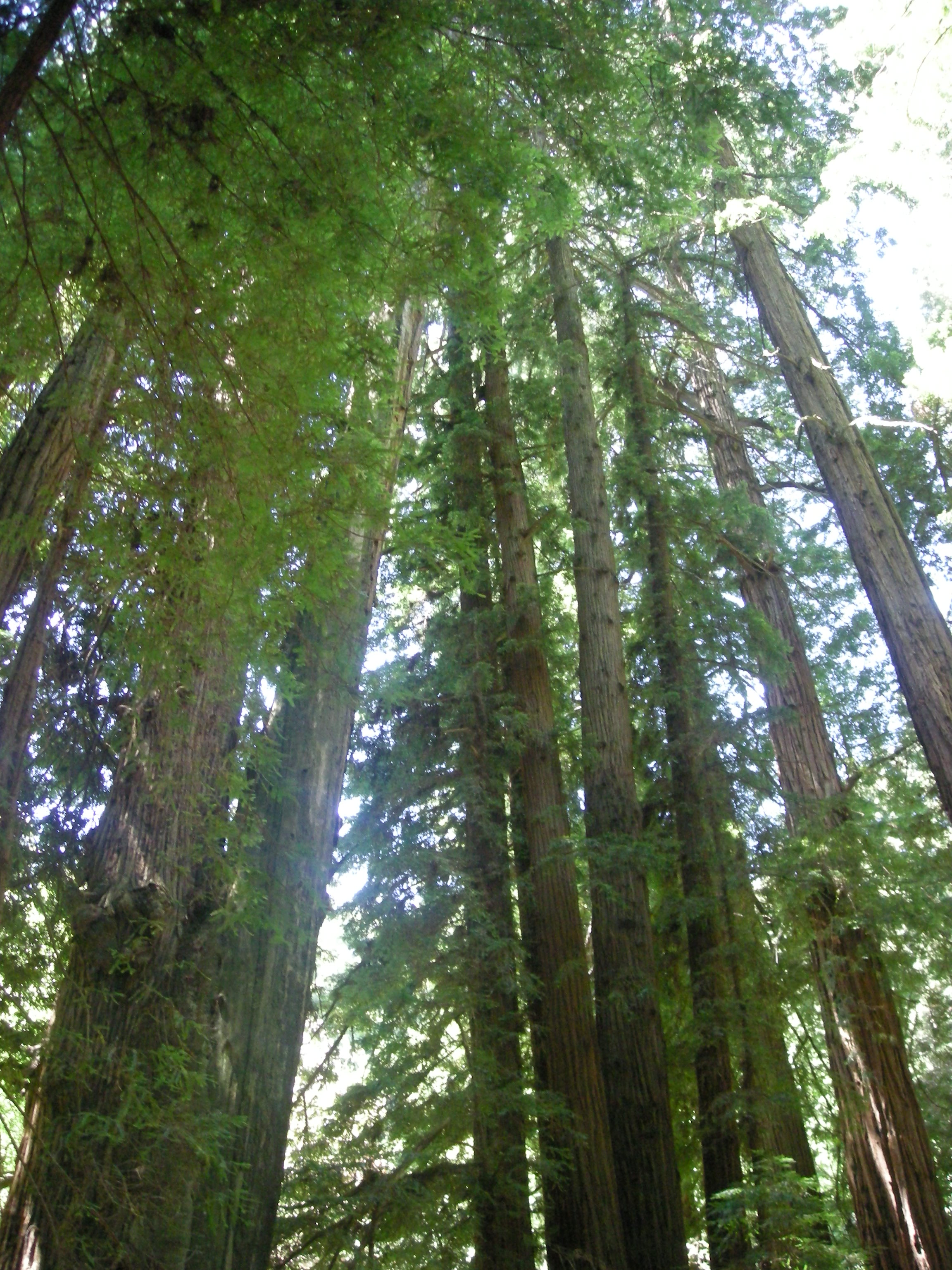
أشجار سيكويا دائمة الخضرة داخل، الغابت البدائية في داخل منتزه موير وودز الوطنية،كاليفورنيا

غابة بدائية؛ غابات بطيئة النمو - وتسمى أيضا الغابة الأولية أو الغابة الرئيسية أو الغابة العذراء - هي غابة بلغت سنًا كبيرة وعاشت عمراً كبيراً دون حدوث تغيير أو اضطراب كبير لها، وهي تقدم ميزات بيئية فريدة ويمكن تصنيفها في الذروة من حيث تنوع النباتات. وتتمثل ميزات هذه الغابات في وجود أشجار ونباتات متنوعة، وحياة برية متعددة، تزيد من التنوع البيولوجي للنظام الأيكولوجي للغابات. كما تشمل هذه الغابات تنوع في بنية الأشجار ووجود المظلات الشجرية متعددة الطبقات يتخللها تغرات مختلفة الأحجام، كذلك تشمل أصناف من الأشجار في أشكالها وطبقاتها، بالإضافة لما تُخلّفه من أحجام للحطام الخشبي.
تعتبر الغابات البدائية ذات قيمة وأهمية، لأسباب اقتصادية ولخدمات النظام البيئي التي تقدمها. قد يكون هناك نقطة خلاف عندما يرغب البعض في ممارسة قطع الأشجار في خفض نسبة الغابات للحصول على الأخشاب القيمة، في حين يسعى علماء البيئة إلى الحفاظ على الغابات من أجل فوائد متعددة، منها الحفاظ على التنوع البيولوجي، وتنظيم المياه، وإعادة دورة بالمغذيات.

## مميزات

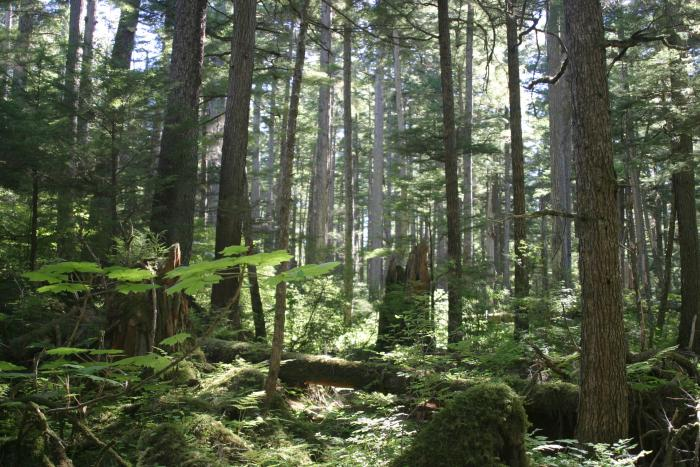
منتزه تونغاس الوطنية للغابات ، ألاسكا

تميل الغابات البدائية إلى امتلاك أشجار كبيرة وأشجار ميتة واقفة، وتشمل مظلات شجرية متعددة الطبقات مع ثغرات تنتج عن وفاة الأشجار الفردية، مع وجود الحطام الخشبي في أرض الغابات.
الغابات التي يتم تجديدها بعد حدوث اضطراباً شديد، مثل الحرائق البرية، أو إصابة الحشرات، أو حصاد المحاصيل، غالبًا ما تسمى بالغابات الثانوية أو غابات العصر الجديد (وتندرج تحت أسم «التجديد») حيث يمر الوقت الكافي ولا تصبح آثار الاضطراب واضحة وتختفي تدريجياً. اعتمادا على دراسة الغابات، قد يستغرق هذا تحول من قرن إلى عدة آلاف من السنين. يمكن للغابات الصلبة في شرق الولايات المتحدة تطوير خصائص الغابات البدائية في 150الى 500 سنة. في كولومبيا البريطانية في كندا، تُعرَّف الغابات البدائية بأنها تتراوح من 120 إلى 140 عامًا في المناطق الداخلية من المقاطعة حيث تكون الحرائق أمرًا متكررًا وطبيعيًا. لكن في الغابات المطيرة الساحلية في كولومبيا البريطانية، تُعرّف بأنها الأشجار التي تزيد عن 250 عامًا، مع بلوغ بعض الأشجار أكثر من 1000 عام. في أستراليا، نادراً ما تتجاوز أشجار الأوكالبتوس 350 عامًا بسبب الاضطرابات المتكررة للحرائق.

### التنوع البيولوجي

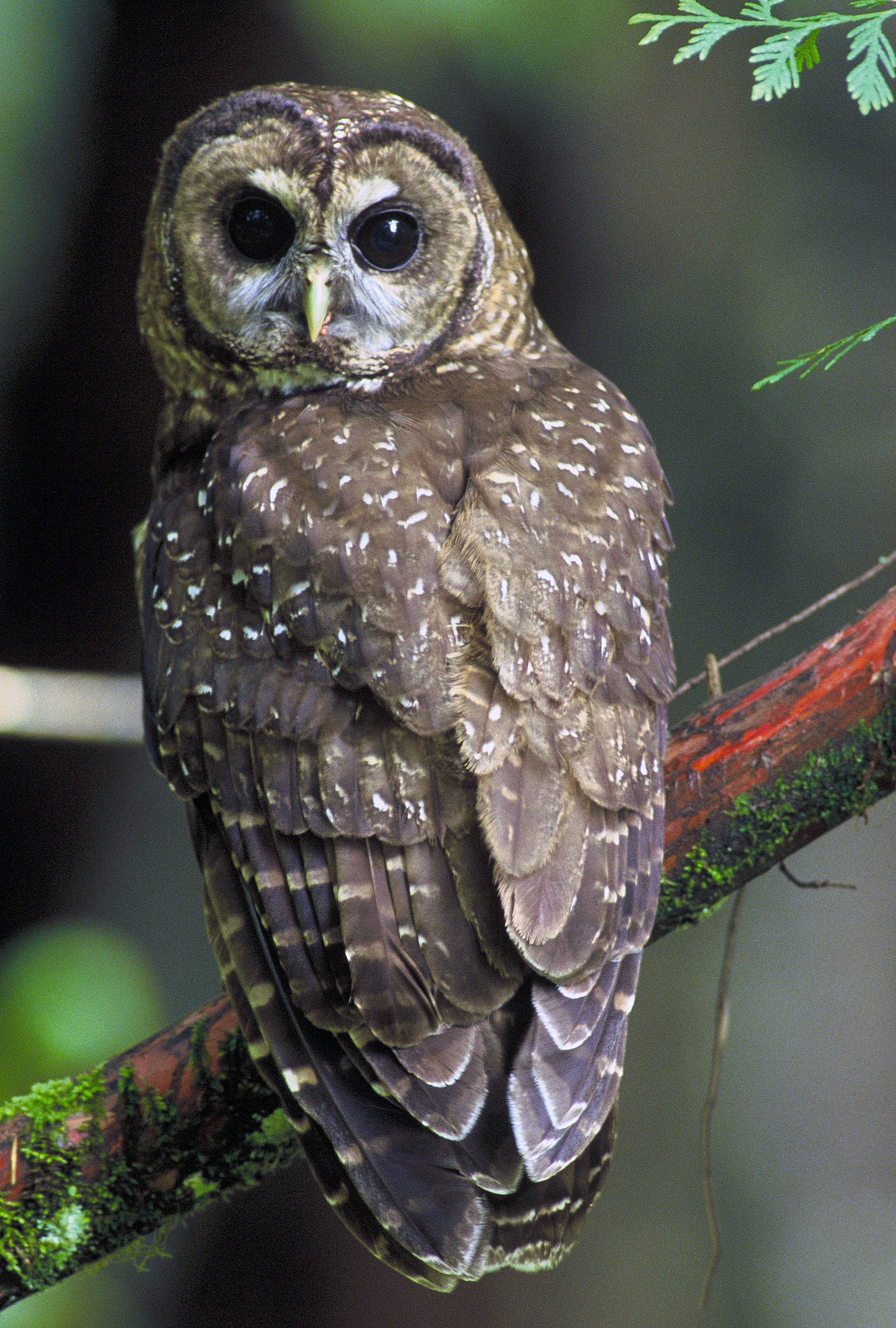
تسكن البومة الشمالية المرقطة في المقام الأول الغابات البدائية في الجزء الشمالي من مجموعتها (كندا إلى ولاية أوريغون الجنوبية) مع مزيج من أنواع الغابات القديمة والجديدة في الجزء الجنوبي من مجموعتها (منطقة كلاماث وكاليفورنيا).

الغابات البدائية غالبا ما تكون متنوعة بيولوجيا، وموطن لكثير من الأنواع النادرة، وأصناف من الأنواع المهددة بالانقراض من النباتات والحيوانات، مثل البومة المرقطة الشمالية، وطائر مارليت الرخامي والدلق، وهذا ما يجعلها بيئياً ذات أهمية كبيرة. قد تكون مستويات التنوع البيولوجي أعلى أو أقل في الغابات البدائية مقارنة مع الثانوية، وهذا يتوقف على ظروف محددة والمتغيرات البيئية والمتغيرات الجغرافية. يُعد تسجيل الغابات البدائية مشكلة مثيرة للجدل في العديد من أنحاء العالم.يعتبر قطع الأشجار المفرط يقلل من التنوع البيولوجي لهذه الغابات، مما يؤثر ليس فقط على الغابات البدائية نفسها، ولكن أيضًا على الأنواع المحلية من الكائنات الحية التي تعتمد على موائل الغابات البدائية. 

### عمر مختلط
تتميز الغابة القديم بمزيج من الاعمار لمجموعة الأشجار، وذلك بسبب نمط التجديد المتميز لهذه الغابات. تتجدد الأشجار في أوقات مختلفة عن بعضها البعض، ولأن لكل واحدة منها موقعًا مكانيًا مختلفًا ونسبة متفاوتة للمظلات الشجرية، حبث يتلقى كل واحد مقدارًا مختلفًا من ضوء الشمس. يعد العمر المختلط للغابة معيارًا مهمًا لضمان أن تكون الغابة نظامًا بيئيًا مستقرًا على المدى الطويل. تتعاقب النباتات لدورات جديدة من الغابات القديمة. وبالتالي، فإن المواقف العمرية الموحدة هي أنظمة إيكولوجية أقل استقرارًا.

### فتحات المظلة
تعد الثغرات الموجودة في مظلة الغابة ضرورية لنمو الاشجار المواقفة ولكل الاشجار مختلطة الاعمار والحفاظ عليها. بالإضافة إلى بعض النباتات العشبية التي لا تتشكل إلا في فتحات المظلة. الفتحات هي نتيجة لوفاة الأشجار بسبب الاضطرابات الصغيرة الناتجة عن الصدمات مثل الرياح والحرائق المنخفضة الكثافة وأمراض الأشجار.

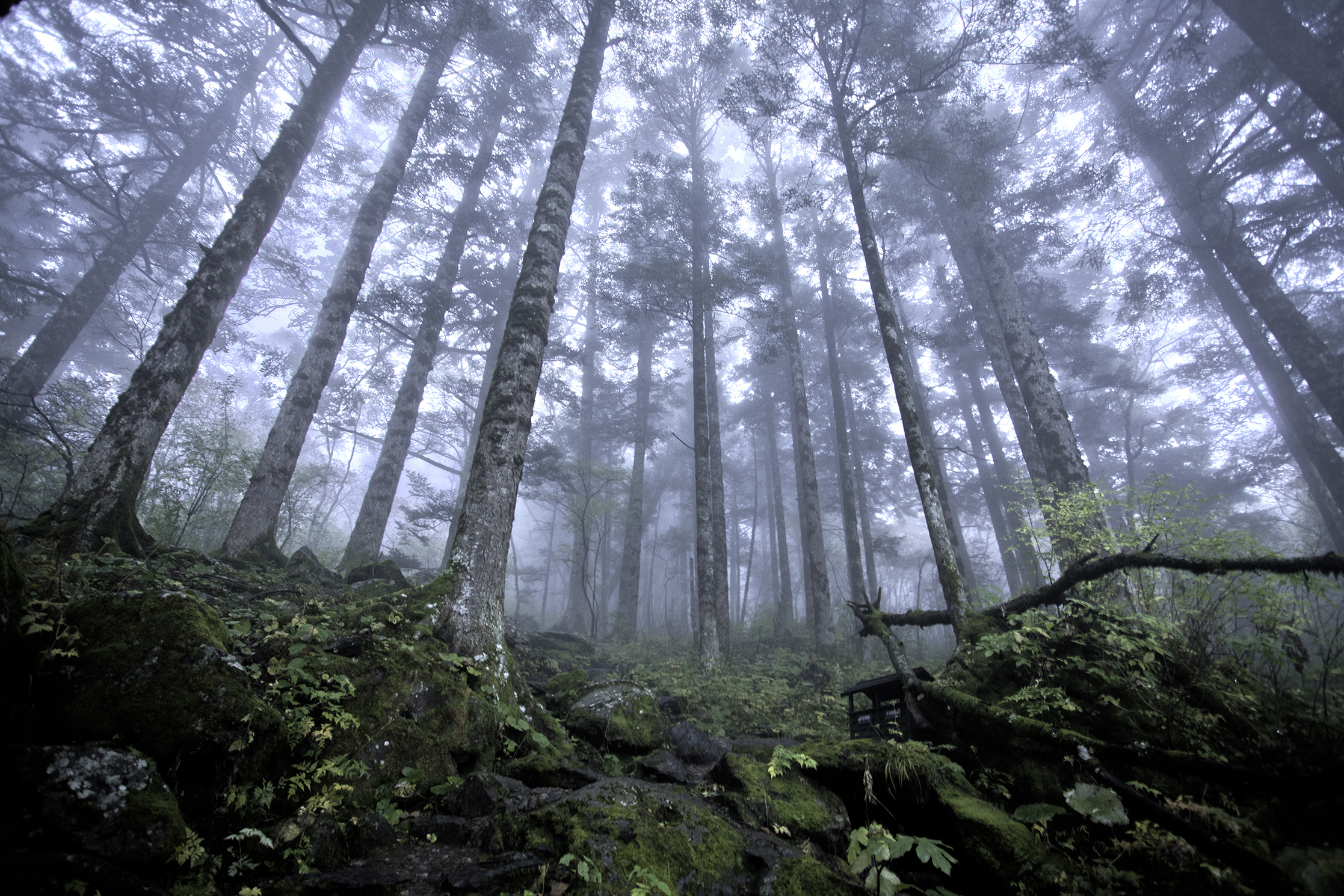
الغابة العذراء على ارتفاع 2500 متر فوق مستوى سطح البحر في مقاطعة شينونغجيا للغابات ، هوبي ، الصين

### تضاريس
تتكون التضاريس المميزة لكثير من الغابات البدائية من حفر وتلال. وتنتج التلال عن تدهور الأشجار المتساقطة، والحفر (رميات الأشجار) الناتجة عن الجذور التي انسحبت من الأرض عندما تسقط الأشجار بسبب ظروف طبيعية ومناخية، بما في ذلك دفعها للحيوانات إلى الخروج من موائلها.غالبا ما تكوّن الرطوبة والأوراق المتساقطة، طبقة قادرة على رعاية أنواع معينة من الكائنات الحية. وتوفر التلال مكانًا خالٍ من غمر الأوراق وتشبعها، حيث تزدهر أنواع الكائنات الأخرى.

### الاشجار الميتة القائمة
توفر الشجرة الميتة القائمة مصادراً للغذاء والسكن للعديد من أنواع الكائنات الحية. على وجه الخصوص، يجب أن يكون لدى العديد من أنواع الحيوانات مجموعة من الخشب، مثل طائر نقار الخشب فالشجرة الميتة متاحة للتغذية والسكن. في أمريكا الشمالية، البومة المرقطة معروفة بأنها تحتاج إلى الشجرة الميتة دائماً لتوطين موائلها.

### تدهور طبقة الأرض
الأخشاب الساقطة، أو الحطام الخشبي، تساهم مباشرةً في التربة العضوية من مادة الكربون الغنية، وتوفر الركيزة للطحالب، والفطريات، والشتلات، وظهور الأحياء الدقيقة عن طريق إنشاء تضاريس في قاع الغابات. في بعض النظم الإيكولوجية، مثل الغابات المطيرة المعتدلة على ساحل المحيط الهادئ في أمريكا الشمالية، قد تصبح الأخشاب الساقطة مغذية بيئياً، مما توفر ركيزة لأشجار الشتلات والتي تساعد في نموها وحمايتها.

### التربة
تحتوي التربة السليمة على العديد من أشكال الحياة التي تعتمد عليها. للتربة السليمة عمومًا آفاق محددة جيدًا. قد تحتاج الكائنات الحية المختلفة إلى آفاق تربة محددة جيدًا للعيش، بينما تحتاج العديد من الأشجار إلى تربة جيدة التنظيم خالية من الاضطرابات لتزدهر. يجب أن يكون لبعض النباتات العشبية في غابات الأخشاب الصلدة الشمالية طبقات دافئه وسميكة (والتي تشكل جزءًا من ملف التربة). تعد النظم الإيكولوجية الفطرية ضرورية لإعادة تدوير العناصر الغذائية في الموقع بكفاءة إلى النظام البيئي بأكمله.

## الأهمية

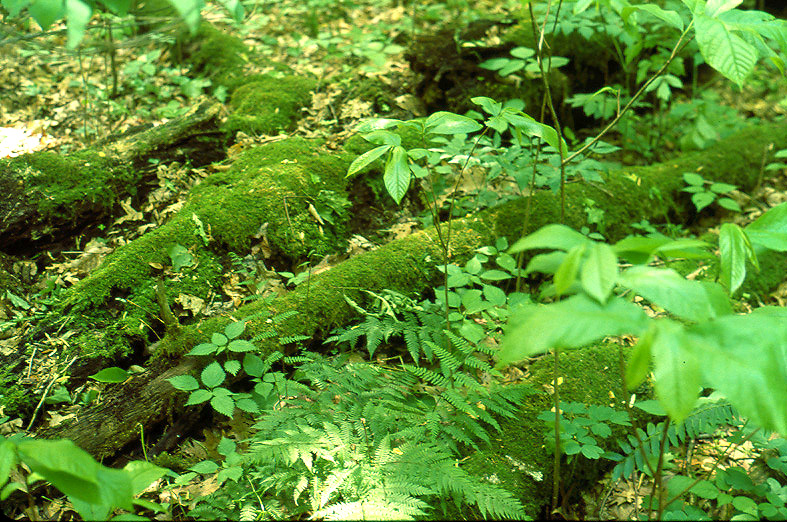
يملأ الخشب المقطوع التربة السطحية وهو يتحلل.

غالبًا ما تحتوي الغابات القديمة على مُجتمعات غنية بالنباتات والحيوانات داخل الموائل بسبب فترة استقرار الغابات الطويلة. قد تعتمد هذه الأنواع المتنوعة والنادرة في بعض الأحيان على الظروف البيئية الفريدة التي أنشأتها هذه الغابات.
- تعمل الغابات القديمة كمستودع للأنواع التي لا يمكن أن تزدهر أو تتجدد بسهولة في الغابات النضجة، لذا يمكن استخدامها كخط أساس للبحث.

- قد تثبت الأنواع النباتية التي تنتمي إلى الغابات القديمة يومًا ما أنها لا تقدر بثمن في علاج الأمراض البشرية المختلفة، كما تم إدراكه في العديد من النباتات في الغابات الاستوائية المطيرة.[8][9]

- تُخزن الغابات القديمة كميات كبيرة من الكربون فوق وتحت الأرض (إما في شكل دبال أو في تربة رطبة مثل الخث). يمثلون مجتمعين مخزونًا مهمًا جدًا من الكربون. يؤدي تدمير هذه الغابات إلى إطلاق هذا الكربون كغازات دفيئة، وقد يزيد من مخاطر تغير المناخ العالمي.[10] على الرغم من أن الغابات القديمة النمو تعمل بمثابة بالوعة عالمية لثاني أكسيد الكربون، إلا أنها لا تحميها المعاهدات الدولية، لأنه يُعتقد عمومًا أن الغابات القديمة تتوقف عن جمع الكربون. ومع ذلك، في الغابات التي تتراوح أعمارها بين 15 و 800 سنة، يكون صافي إنتاجية النظام الإيكولوجي (صافي توازن الكربون في الغابة بما في ذلك التربة) إيجابيًا؛ حيث يتراكم الكربون في الغابات القديمة لعدة قرون وتحوي على كميات كبيرة منه.[11]

## خدمات النظام الإيكولوجي

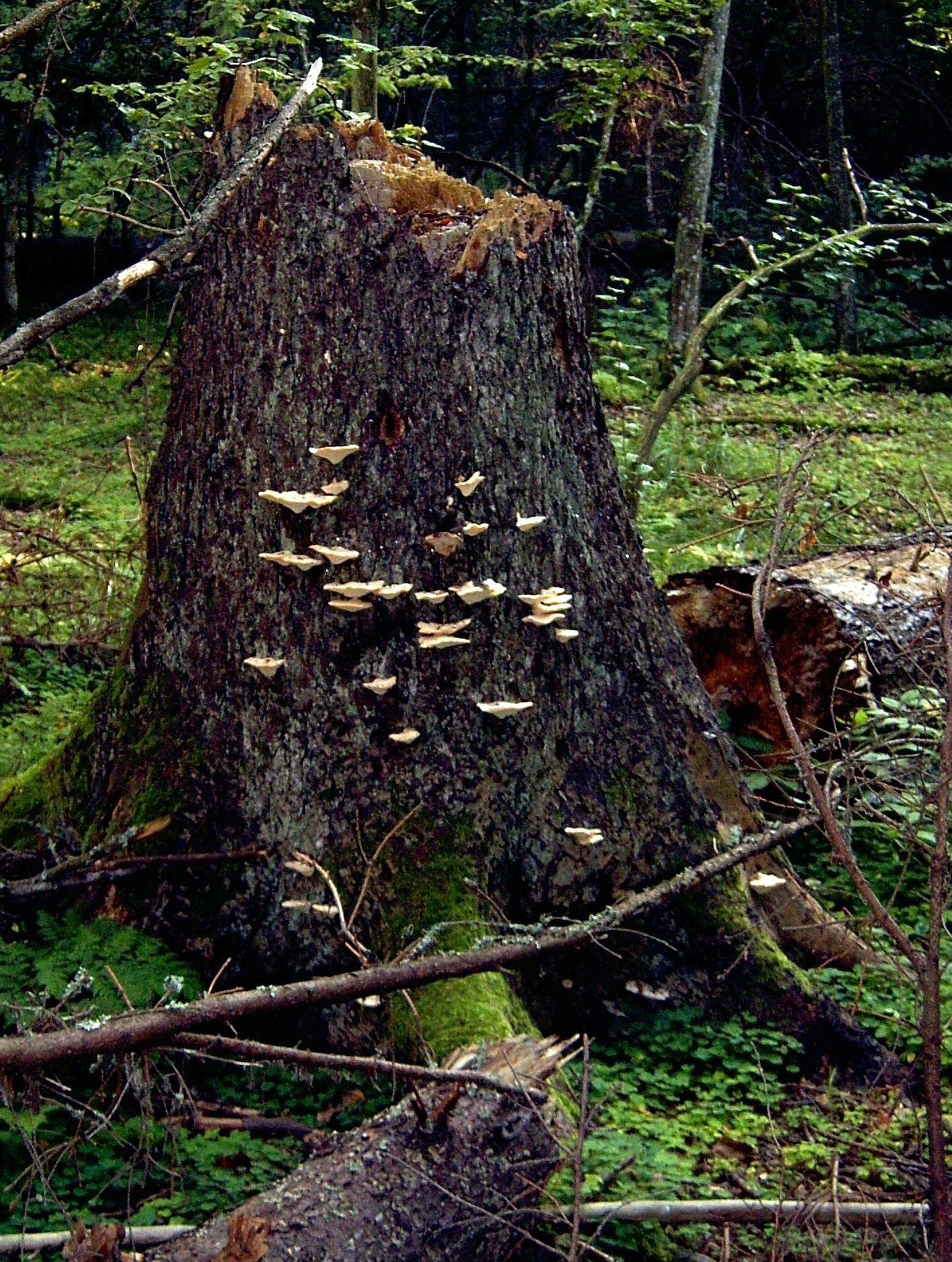
فطر على جذع شجرة في غابة بياوفيجا، واحدة من آخر الغابات البدائية سليمة إلى حد كبير في أوروبا الوسطى

توفر الغابات القديمة خدمات النظام البيئي التي قد تكون أكثر أهمية للمجتمع من استخدامها كمصدر للمواد الخام. وتشمل هذه الخدمات صنع الهواء المسامي، وصنع المياه النقية، وتخزين الكربون، وتجديد المغذيات، وصيانة التربة، ومكافحة الآفات عن طريق الخفافيش والحشرات الآكلة للحشرات، والتحكم في المناخ الجزئي والكلي، وتخزين مجموعة متنوعة من الجينات.

## التأثيرات المناخية
غالبًا ما يُنظر إلى الغابات القديمة النمو على أنها في حالة توازن أو في حالة من الاضمحلال. ومع ذلك، فقد أظهرت الأدلة المستمدة من تحليل الكربون المخزن فوق الأرض وفي التربة أن الغابات القديمة أكثر إنتاجية في تخزين الكربون من الغابات الأصغر سنا. حصاد الغابات له تأثير ضئيل أو معدوم على كمية الكربون المخزنة في التربة، ولكن تشير الأبحاث إلى أن الغابات القديمة التي تحتوي على أشجار لأعمار عديدة وطبقات متعددة، لديها أعلى القدرات لتخزين الكربون.
لكل غابة إمكانات مختلفة لتخزين الكربون. على سبيل المثال، هذه الإمكانات عالية بشكل خاص في شمال غرب المحيط الهادئ حيث تكون الغابات منتجة نسبيًا، والأشجار تعيش لفترة طويلة، والتحلل بطيء نسبيًا، والحرائق نادرة. لذلك يجب أن تؤخذ الفروق بين الغابات في الاعتبار عند تحديد كيفية إدارتها لتخزين الكربون.
يمكن أن تؤثر الغابات القديمة النمو على تغير المناخ، لكن تغير المناخ يؤثر أيضًا على الغابات القديمة النمو. مع تزايد تأثير ظاهرة الاحتباس الحراري بشكل أكبر، تتأثر قدرة الغابات القديمة على عزل الكربون. أظهر تغير المناخ تأثيرًا على موت بعض أنواع الأشجار السائدة، كما لوحظ في أشجار الصنوبر الكورية. أظهر تغير المناخ أيضًا تأثيرًا على تكوين الأنواع عندما تم مسح الغابات على مدى 10 و 20 عامًا، مما قد يعطل الإنتاجية الإجمالية للغابة.

## قطع الأشجار في الغابات البدائية

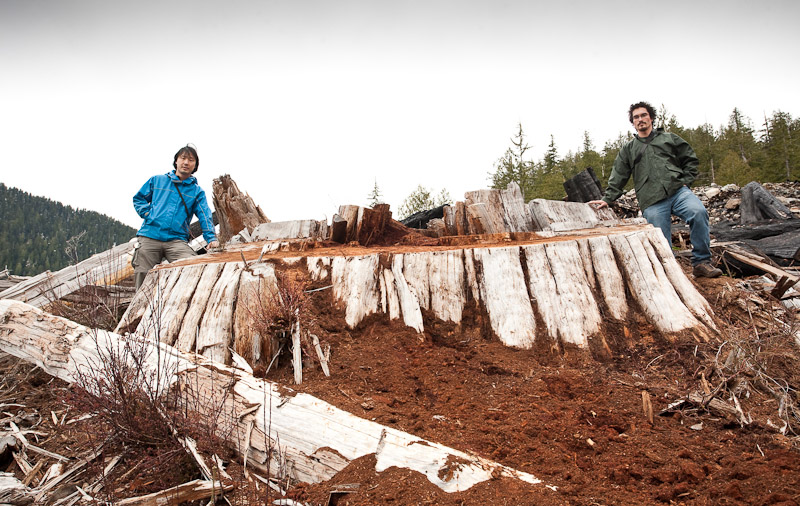
قطع عفص مطوي في الغابات البدائية، على مقربة من بوابة رينفرو، كولومبيا البريطانية

وفقًا لمعهد الموارد العالمية، اعتبارًا من يناير 2009، لم يتبق سوى 21٪ من الغابات البدائية التي كانت موجودة على الأرض. تمت إزالة نصف غابات أوروبا الغربية المقدرة قبل العصور الوسطى، وتمت إزالة 90٪ من الغابات البدائية التي كانت موجودة في الولايات المتحدة المتجاورة في القرن السابع عشر.
في أستراليا، حاولت اتفاقية الغابات الإقليمية (RFA) منع إزالة «الغابات القديمة النمو» المُحددة. أدى ذلك إلى صراعات حول ما يشكل «نموًا قديمًا». على سبيل المثال، في غرب أستراليا، حاولت صناعة الأخشاب الحد من مساحة النمو القديم في غابات كاري في منطقة الغابات الجنوبية؛ أدى ذلك إلى إنشاء تحالف الغابات الأسترالية الغربية، وانقسام الحكومة الليبرالية في أستراليا الغربية وانتخاب حكومة غالوب العمالية. تم الآن وضع الغابات القديمة النمو في هذه المنطقة داخل المتنزهات الوطنية. توجد أيضًا نسبة صغيرة من الغابات القديمة في جنوب غرب أستراليا، وهي محمية بموجب القوانين الفيدرالية من قطع الأشجار، والتي لم تحدث هناك منذ أكثر من 20 عامًا.
في كولومبيا البريطانية، كندا، يجب الحفاظ على غابات النمو القديمة في كل وحدة من الوحدات البيئية بالمقاطعة لتلبية احتياجات التنوع البيولوجي.

## مواقع المساحات المتبقية
في عام 2006، حددت منظمة السلام الأخضر أن المناظر الطبيعية للغابات المتبقية في العالم موزعة بين القارات على النحو التالي: 
- 35٪ في أمريكا اللاتينية: تقع غابات الأمازون المطيرة بشكل رئيسي في البرازيل، التي تزيل مساحة أكبر من الغابات سنويًا عن أي دولة أخرى في العالم.[26]
- 28 ٪ في أمريكا الشمالية، والتي تحصد 10000 كم 2 من الغابات القديمة كل عام. تفتقر العديد من الغابات المجزأة في جنوب كندا والولايات المتحدة إلى ممرات سفر كافية للحيوانات وأنظمة بيئية فعالة للثدييات الكبيرة. [26] معظم غابات النمو القديمة المتبقية في الولايات المتحدة المتجاورة وألاسكا موجودة على أرض عامة . [23]

- 19 ٪ في شمال آسيا، موطنا لأكبر غابة شمالية في العالم [27]
- 8 ٪ في أفريقيا، التي فقدت معظم المناظر الطبيعية للغابات سليمة في السنوات ال 30 الماضية. إن صناعة الأخشاب والحكومات المحلية مسؤولة عن تدمير مساحات شاسعة من المناظر الطبيعية للغابات السليمة وما زالت تشكل أكبر تهديد منفرد لهذه المناطق.
- 7 ٪ في جنوب آسيا والمحيط الهادئ، حيث يتم تدمير غابات الجنة بشكل أسرع من أي غابة أخرى على الأرض. لقد تم بالفعل تخفيض جزء كبير من المناظر الطبيعية للغابات الكبيرة السليمة، و 72 ٪ في إندونيسيا، و 60 ٪ في بابوا غينيا الجديدة. [26]
- أقل من 3 ٪ في أوروبا، حيث أكثر من 150   يتم تطهير كيلومتر مربع من المناظر الطبيعية للغابات سليمة كل عام، كما أن المناطق الأخيرة من المناظر الطبيعية للغابات في المنطقة في روسيا الأوروبية تتقلص بسرعة. [26] في المملكة المتحدة، تُعرف باسم الغابات القديمة.